# Прісціла Пералес
Сільвія Присціла Пералес Елізондо (ісп. Silvia Priscila Perales Elizondo) — мексиканська акторка, модель і речниця.

## Біографія
Народилася 24 лютого 1983 року в Мексиці, в місті Монтеррей. Вивчала комунікаційні науки в університеті Монтерей.

## Кар'єра
В 2005 році здобула титул «Міс» в рідному штаті. Переможниця «Міс Мексика» — 2005 рік .Згодом переїздить в Мехіко, щоб почати підготовку до конкурсу «Міс Всесвіт». Бере участь в благодійних заходах з організацією Nuestra Belleza и Televisa, яка допомагає дітям, що переживають насильство. Входила до десятки фіналісток конкурсу «Міс Всесвіт» у 2006 році. Переможниця «Міс Інтернешнл» в Токіо у 2007 році. Перша представниця Мексики, яка отримала цей титул. Друга мексиканська жінка, що виграла міжнародну корону.
2011 рік — дебютувала як акторка в теленовелі «Єва Місяць». 2012 рік — бере участь у другій теленовелі «Хоробре серце».

## Фільмографія
| Рік  |   | Українська назва      | Оригінальна назва  | Роль            |
| ---- | - | --------------------- | ------------------ | --------------- |
| 2010 | с | Єва Місяць            | Eva Luna           | Ліліана Соліс   |
| 2012 | с | Хоробре серце         | Corazón valiente   | Неллі Бальбуена |
| 2013 | с | Заборонена пристрасть | Pasión prohibida   | Еліана Рамірес  |
| 2014 | с | Королева сердець      | Reina de corazones | Дельфіна Ортіс  |
| 2015 | ф | -                     | El justiciero      | Софія           |

## Нагороди
2007 рік — Miss International (переможниця).
2006 рік — Міс Всесвіт (Топ 10).
2005 рік — Nuestra Belleza Мексика (переможниця).